# Вулиця Жон Мироносиць (Харків)
Вулиця Жон Мироносиць  — вулиця в центрі Харкова. Адміністративно розташована в Київському районі. Довжина 0,450 км.
Об'єднує вулиці Григорія Сковороди та Сумську. Перетинається з Чернишевською вулицею. До 2016 року мала назву Раднаркомівська.

## Історія
Заснована в кінці XVIII — початку XIX століття.
У 1897-1900 на Мироносицькій вулиці було споруджено будинок за проєктом архітектора Олексія Бекетова (зараз в цій будівлі розташовується Будинок учених).
У 1922-1928 в будівлі нинішнього Художнього музею (також побудованого за проєктом Бекетова) працювала Рада народних комісарів УРСР, на честь якої вулиця отримала назву Раднаркоміська.
У 1936-1941 на вулиці Жон Мироносиць, в будинку № 6/8 жив поет Олександр Введенський.
У повоєнні роки на вулиці почав працювати Харківський художній музей. У червні 2009 року відкрито Харківський морський музей.

## Назва
До нинішнього часу вулиця змінювала свою назву близько 10 разів.
Вона проходила від Сумської уздовж Мироносицького кладовища (знесено в середині XIX ст., зараз на цьому місці сквер Перемоги) та спочатку мала назву Старокладовищенський провулок. Коли він був перейменований — невідомо, до 1890-х рр. іменувався Касперівський — за іменем кандидата права Василя Івановича Касперова, який жив тут. 15 вересня 1894 р. Міська дума перейменувала його у Мироносицький — від назви церкви Жон Мироносиць. В перші роки радянської влади провулок перейменовано на Свідомості. Рішенням міськвиконкому від 21 березня 1924 р. провулок перейменований в Раднаркомівську вулицю (в списку вулиць 1925 році відзначена також під назвою вулиця Раднаркому, пізніше повернуто попередню назву Раднаркомівська) на честь Ради народних комісарів України, яка до перенесення столиці УРСР до Києва працювала у будівлі № 9 (зараз в ній розташований Харківський художній музей).
В роки німецької влади рішенням Міської управи від 7 вересня 1942 р. поверталася назва Мироносицький провулок. Після звільнення вулиця знову стала Раднаркомівською.
3 лютого 2016 року згідно вимог Закону України «Про засудження комуністичного і націонал-соціалістичного (нацистського) тоталітарних режимів в Україні і заборону пропаганди їх символіки» Раднаркомівська вулиця перейменована на вулицю Жон Мироносиць на честь храму, який історично був на ній розташований. Історична будівля не збереглася, але таку ж назву має новий храм, розташований на вулиці Жон Мироносиць біля Дзеркального струменю.

## Визначні будівлі
- Будинок № 9 — побудований за проєктом архітектора Бекетова, нині в ньому розташовується виставковий зал Харківського художнього музею. Спочатку це була будівля недільної жіночої школи, організованої Христиною Алчевською.
- Будинок № 10 — побудований в 1897-1900 дружиною Бекетова, Ганною Олексіївною. Був садибою Бекетових. На другому поверсі будівлі із західного боку був портик з каріатидами, прибраний під час реконструкції будівлі в 1920-х. Зараз це Харківський Будинок вчених. Фасад, дах та вікна будівлі постраждали під час обстрілів центра міста у березні 2022 р. за часів російської агресії. Вибуховою хвилею було знищено унікальний вітраж, пошкоджено настельні розписи, ліпнина у головній залі.[3]
- Будинок № 11 — побудований за проєктом архітектора Бекетова, нині в ньому розташовується Харківський художній музей.
- Будинок № 13 — побудований в 1891-1893 Бекетовим. Колишній особняк Алчевських. У 1899 році Олексій Алчевський оплатив спорудження першого в Україні пам'ятника Тарасові Шевченку (скульптор Володимир Беклемішев). Пам'ятник встановлений у 1900 році в саду садиби. Після продажу садиби пам'ятник ще деякий час знаходився у саду, а згодом переданий у державний музей поета. Зараз в будівлі розташовується Будинок культури Національної поліції. Перед будівлею встановлено пам'ятник працівникам МВС, загиблим у боротьбі зі злочинністю.

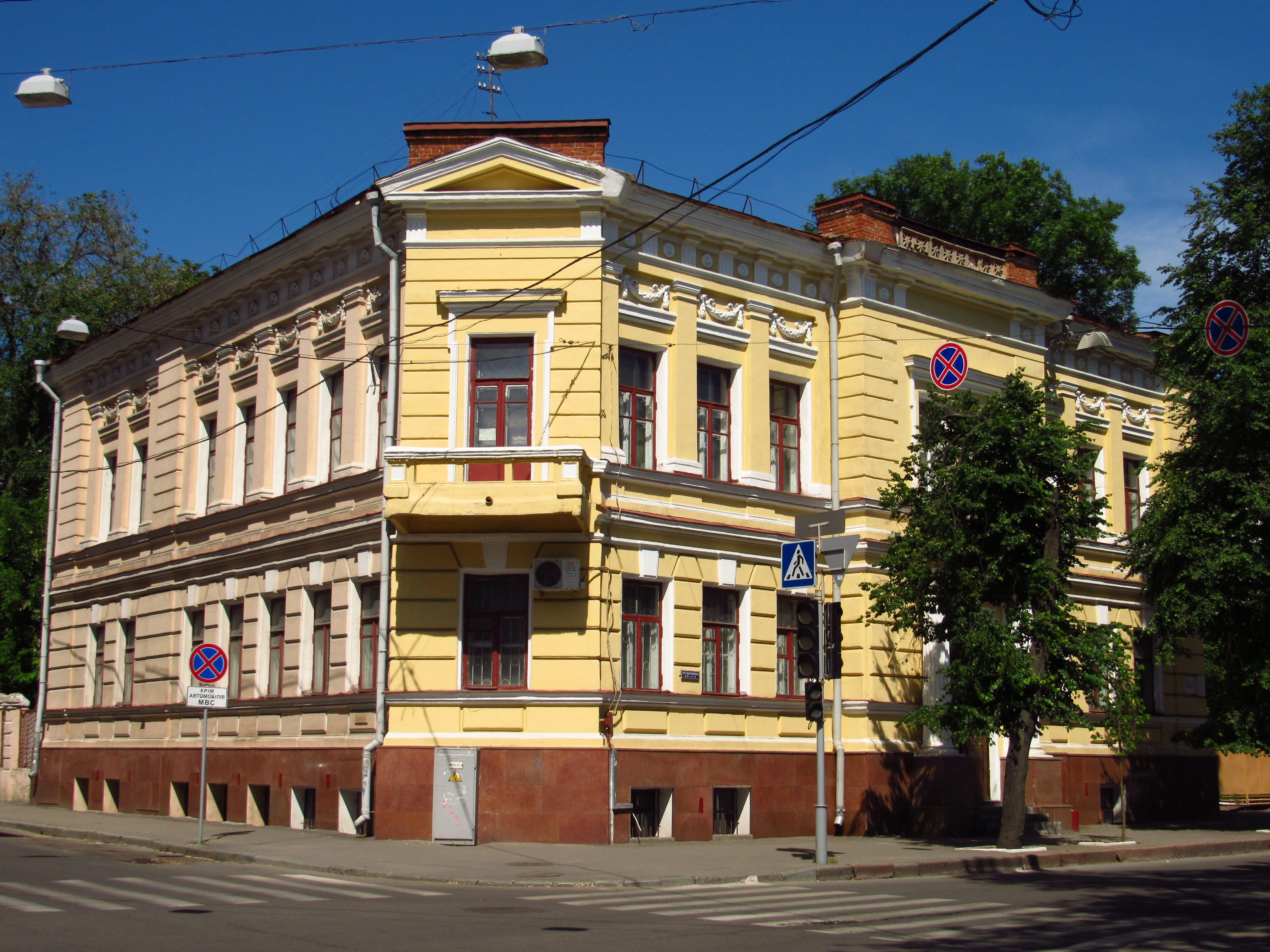
Будинок № 9
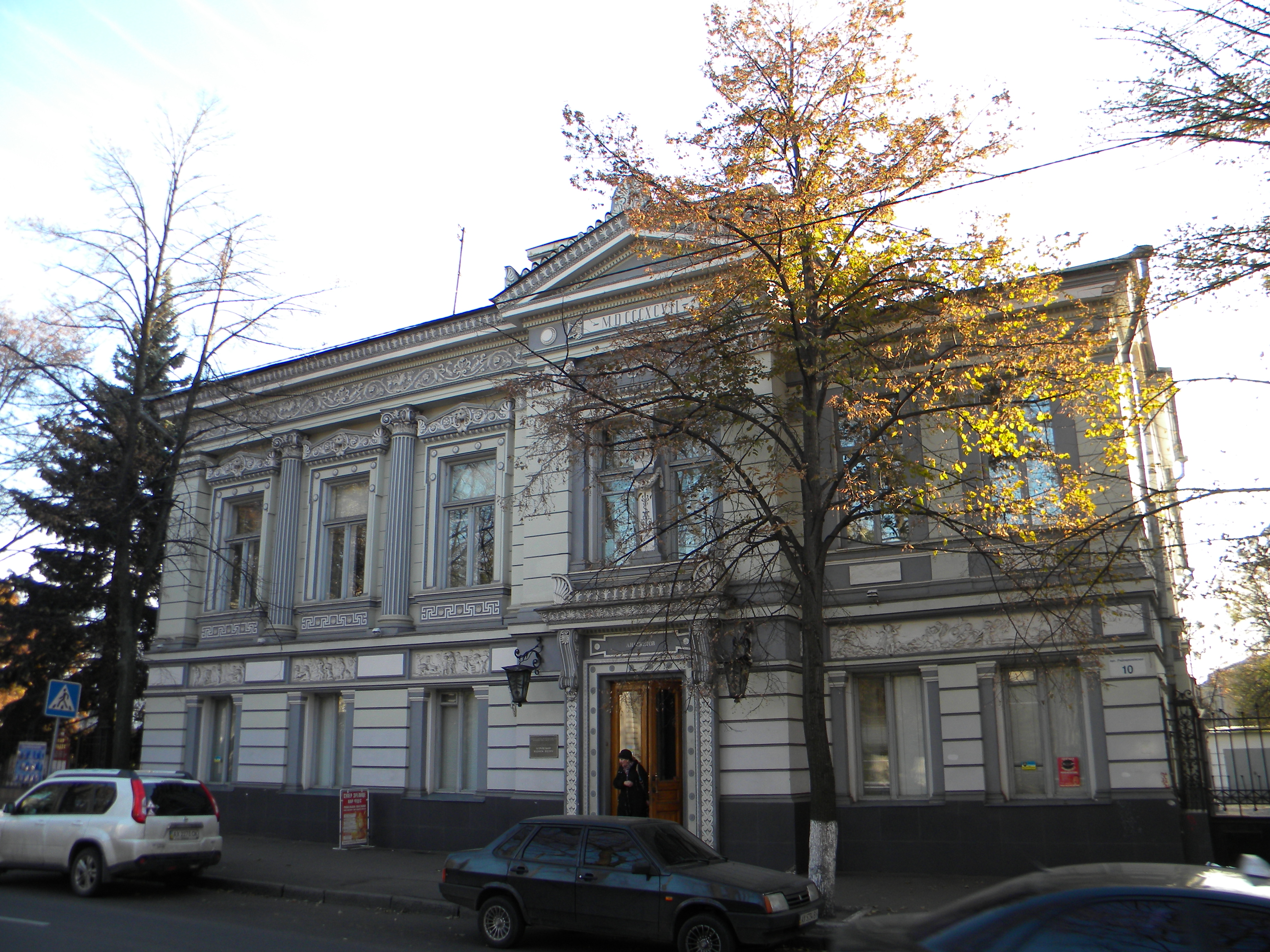
Будинок № 10
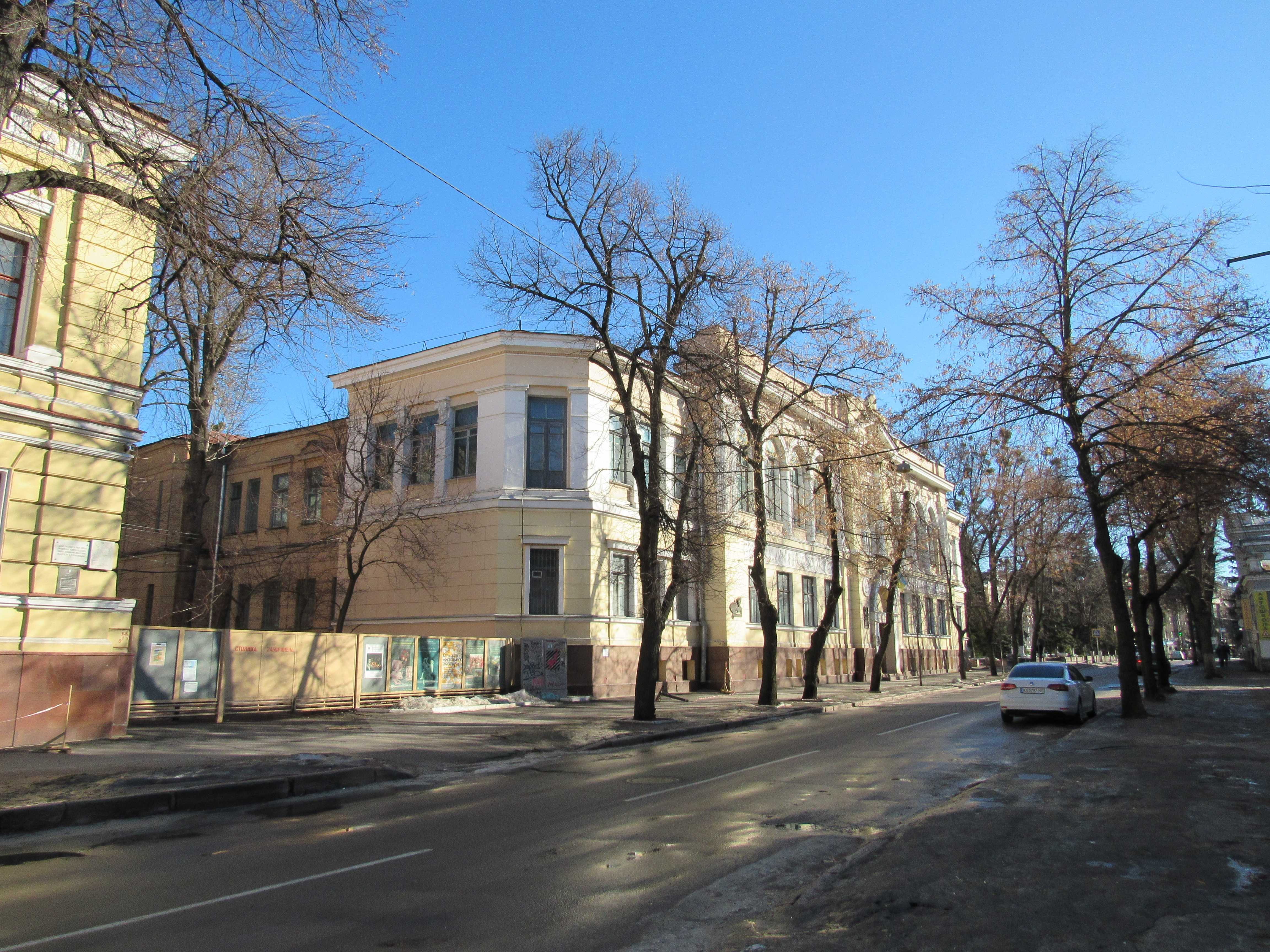
Будинок № 11
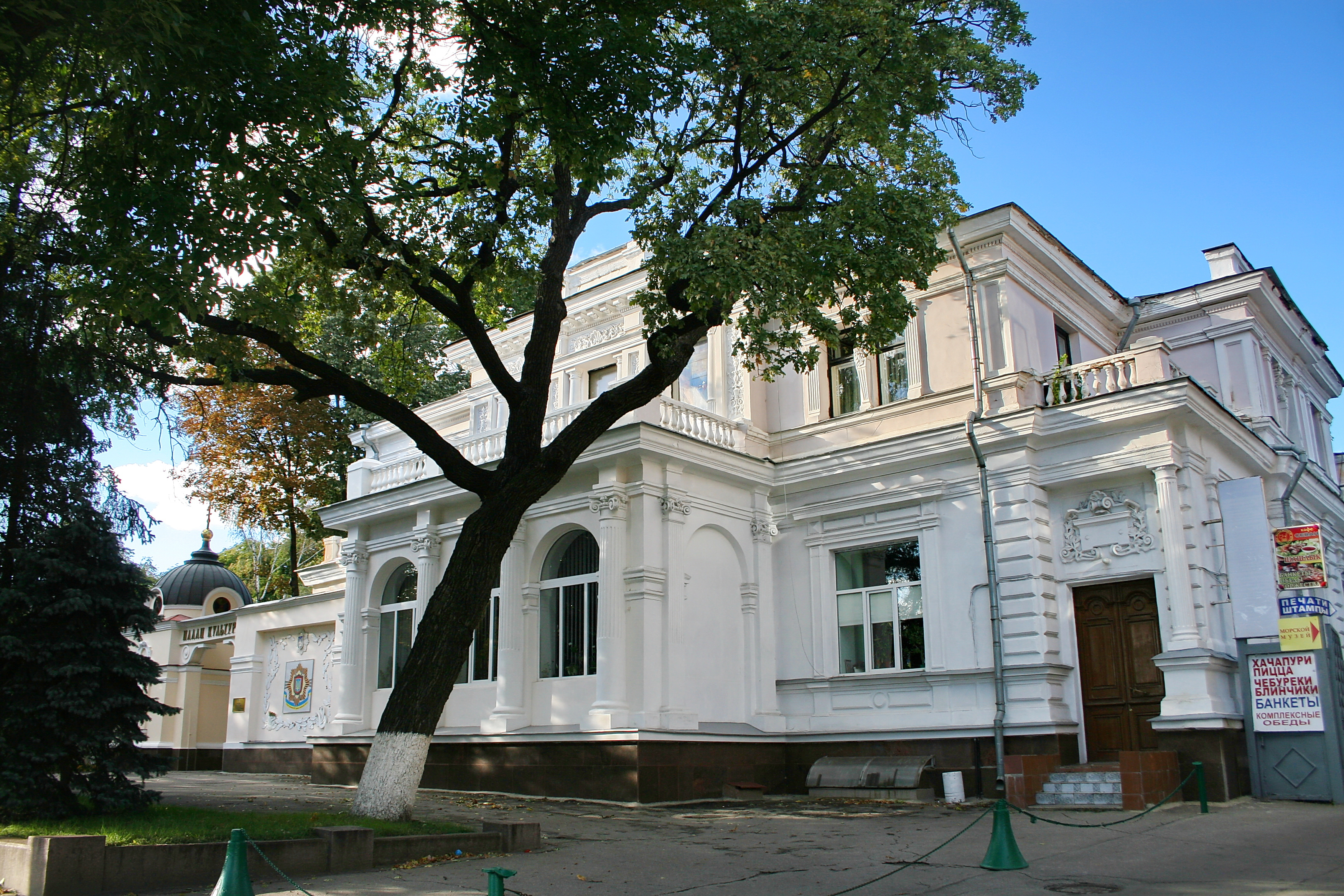
Будинок № 13

## Пам'ятники
- Пам'ятник Алчевському. Подарований Харкову до 350-річчя містом Алчевськом. Встановлений у сквері Перемоги.
- Пам'ятник загиблим міліціонерам.
- Пам'ятник закоханим. Відкрито 1 вересня 2002. 23 серпня 2009 була відкрита площа Архітекторів, пам'ятник виявився в її центрі. Крім того пам'ятник оточили фонтаном.
- «Сім чудес Харкова» на площі Архітекторів.
- Пам'ятник Тарасові Шевченку. Стояв на території саду садиби Алчевських. Нині у Києві.

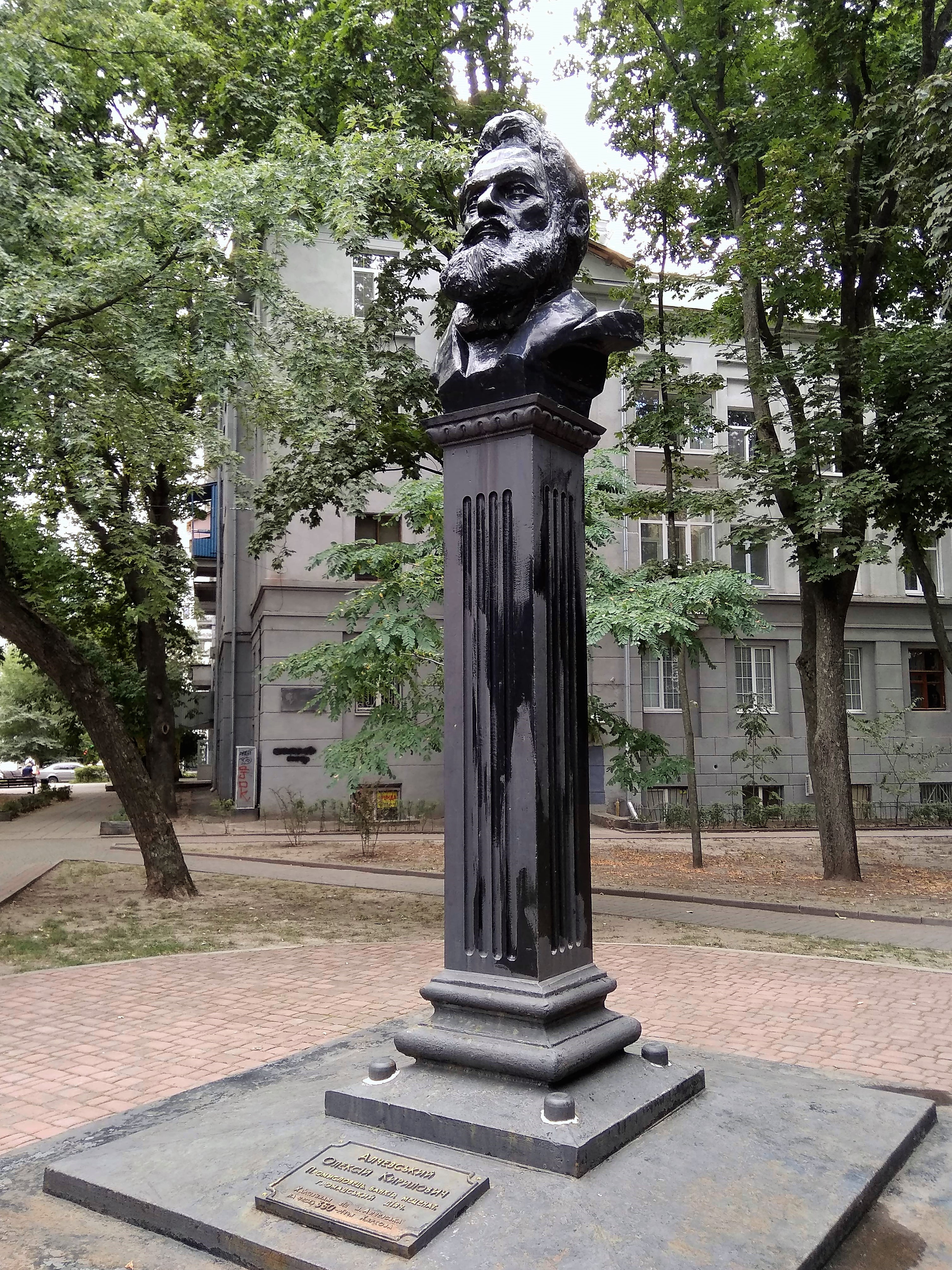
Пам'ятник Алчевському
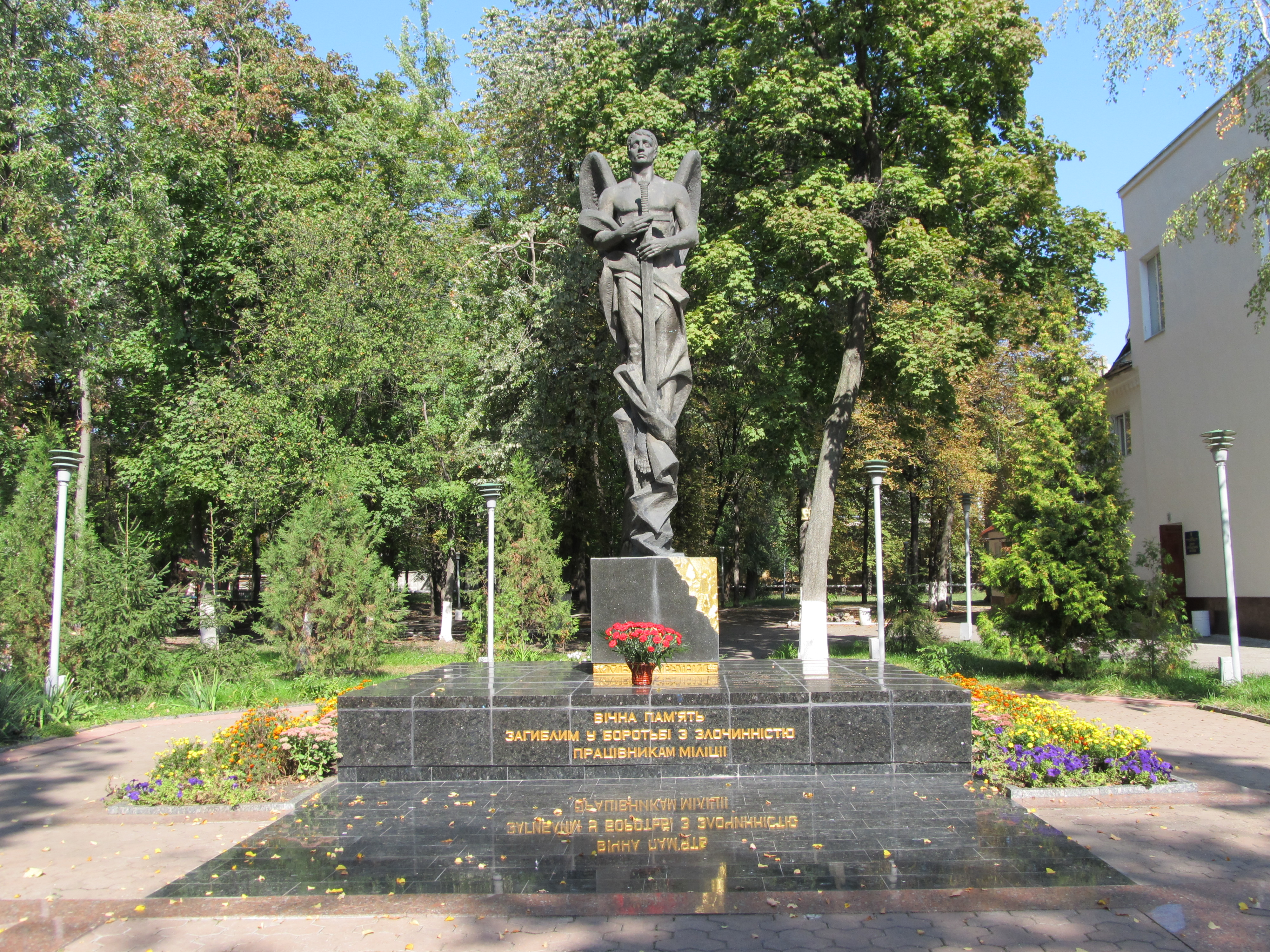
Пам'ятник загиблим працівникам МВС
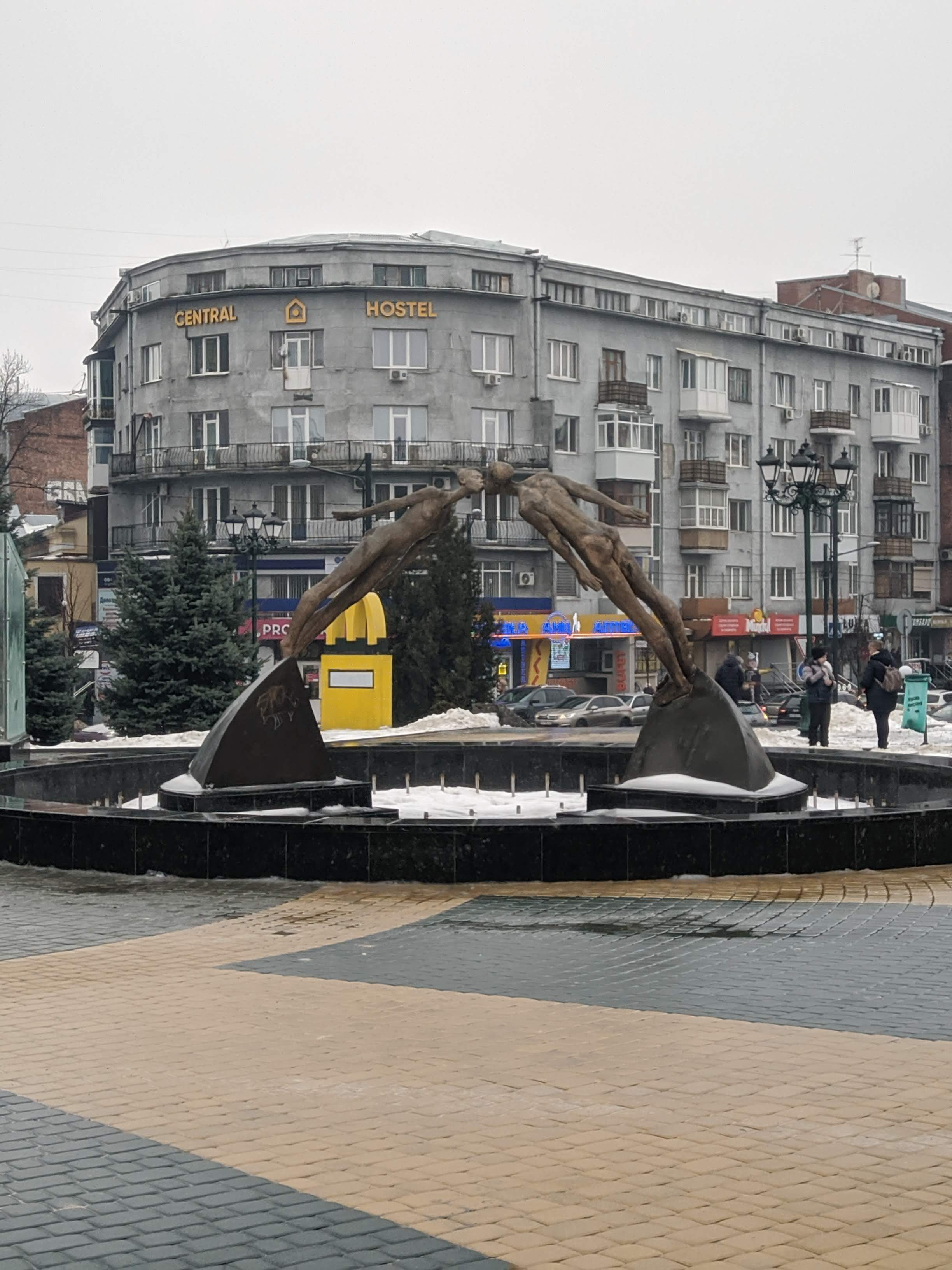
Пам'ятник закоханим
«Сім чудес Харкова»
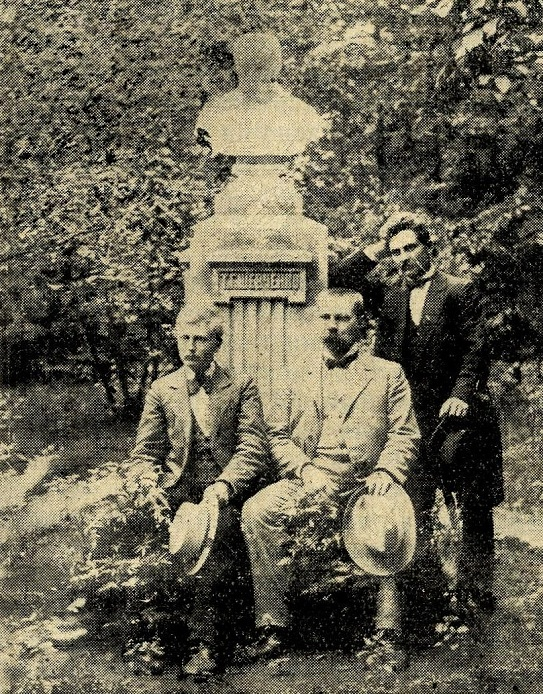
Пам'ятник Тарасові Шевченку

## Транспорт
Безпосередньо по вулиці громадський транспорт не проходить. У районі перетину з вулицею Григорія Сковороди знаходиться станція метро «Архітектора Бекетова».